# Masters de tennis féminin 2003
Le Masters de tennis féminin est un tournoi de tennis professionnel féminin. L'édition 2003, classée en catégorie Masters, se dispute à Los Angeles du 3 au 10 novembre 2003.
Kim Clijsters remporte le simple dames. En finale, elle bat Amélie Mauresmo, décrochant à cette occasion le 19e titre de sa carrière sur le circuit WTA.
L'épreuve de double voit quant à elle s'imposer Virginia Ruano Pascual et Paola Suárez.

## Faits marquants
Ce tournoi de catégorie Masters s'est disputé à Los Angeles du 3 au 10 novembre 2003.
Comme l'année précédente, l'épreuve de simple voit s'imposer Kim Clijsters. En finale, elle dispose d'Amélie Mauresmo. En dépit de ce succès, Clijsters doit abandonner son trône de numéro un mondiale à l'issue de la compétition, au bénéfice de sa compatriote Justine Henin (pourtant éliminée en demi-finale).
Virginia Ruano Pascual et Paola Suárez, têtes de série numéro deux, remportent le double dames.

## Fonctionnement de l'épreuve
Pour la première fois depuis 1982, l'épreuve se dispute selon les modalités dites du « round robin ». Les huit meilleures joueuses de la saison sont séparées en deux groupes de quatre. S'affrontant toutes entre elles, seules les deux premières joueuses de chacun sont conviées en demi-finale, avant l'ultime confrontation pour le titre.  
Le double dames aligne les quatre paires les plus performantes de l'année dans un classique tableau à élimination directe (demi-finales et finale).

## Résultats en simple

### Groupe I
| # | Vainqueur        | Adversaire       | Score         |
| 1 | Chanda Rubin     | Amélie Mauresmo  | 4-6, 6-4, 6-2 |
| 2 | Kim Clijsters    | Elena Dementieva | 6-2, 6-2      |
| 3 | Amélie Mauresmo  | Elena Dementieva | 6-3, 6-2      |
| 4 | Kim Clijsters    | Chanda Rubin     | 6-4, 6-4      |
| 5 | Kim Clijsters    | Amélie Mauresmo  | 3-6, 6-4, 6-4 |
| 6 | Elena Dementieva | Chanda Rubin     | 4-6, 7-5, 6-1 |

| # | N°   | Joueuse          | Matchs gagnés-perdus | Sets gagnés-perdus |
| 1 | (1)  | Kim Clijsters    | 3-0                  | 6-1                |
| 2 | (6)  | Amélie Mauresmo  | 1-2                  | 4-4                |
| 3 | (10) | Chanda Rubin     | 1-2                  | 3-5                |
| 4 | (9)  | Elena Dementieva | 1-2                  | 2-5                |

### Groupe II
| # | Vainqueur         | Adversaire        | Score         |
| 1 | Jennifer Capriati | Ai Sugiyama       | 7-5, 7-63     |
| 2 | Justine Henin     | Anastasia Myskina | 7-5, 5-7, 7-5 |
| 3 | Anastasia Myskina | Ai Sugiyama       | 6-4, 6-3      |
| 4 | Justine Henin     | Jennifer Capriati | 6-2, 6-1      |
| 5 | Ai Sugiyama       | Justine Henin     | 6-2, 6-4      |
| 6 | Jennifer Capriati | Anastasia Myskina | 7-5, 5-7, 6-4 |

| # | N°   | Joueuse           | Matchs gagnés-perdus | Sets gagnés-perdus |
| 1 | (2)  | Justine Henin     | 2-1                  | 4-3                |
| 2 | (5)  | Jennifer Capriati | 2-1                  | 4-3                |
| 3 | (8)  | Anastasia Myskina | 1-2                  | 4-4                |
| 4 | (11) | Ai Sugiyama       | 1-2                  | 2-4                |

### Tableau final
|  |                   |            |                 |            |            |               |     |        |        |        |        |        |
|  | 1/2 finale        | 1/2 finale | 1/2 finale      | 1/2 finale | 1/2 finale |               |     | Finale | Finale | Finale | Finale | Finale |
|  |                   |            |                 |            |            |               |     |        |        |        |        |        |
|  |                   |            |                 |            |            |               |     |        |        |        |        |        |
|  | Kim Clijsters     | (1)        | 4               | 6          | 6          |               |     |        |        |        |        |        |
|  | Kim Clijsters     | (1)        | 4               | 6          | 6          |               |     |        |        |        |        |        |
|  | Jennifer Capriati | (5)        | 6               | 3          | 0          |               |     |        |        |        |        |        |
|  | Jennifer Capriati | (5)        | 6               | 3          | 0          | Kim Clijsters | (1) | 6      | 6      |        |        |        |
|  |                   |            |                 |            |            | Kim Clijsters | (1) | 6      | 6      |        |        |        |
|  |                   |            | Amélie Mauresmo | (6)        | 2          | 0             |     |        |        |        |        |        |
|  | Amélie Mauresmo   | (6)        | Amélie Mauresmo | (6)        | 2          | 0             | 7   | 3      | 6      |        |        |        |
|  | Amélie Mauresmo   | (6)        |                 |            |            |               | 7   | 3      | 6      |        |        |        |
|  | Justine Henin     | (2)        | 62              | 6          | 3          |               |     |        |        |        |        |        |
|  | Justine Henin     | (2)        | 62              | 6          | 3          |               |     |        |        |        |        |        |

## Résultats en double

### Parcours
| No | Équipe                                  | Résultat   | Ultimes adversaires                     |
| -- | --------------------------------------- | ---------- | --------------------------------------- |
| 1  | Kim Clijsters Ai Sugiyama               | Finale     | Virginia Ruano Pascual Paola Suárez (2) |
| 2  | Virginia Ruano Pascual Paola Suárez     | Victoire   | Kim Clijsters Ai Sugiyama (1)           |
| 3  | Svetlana Kuznetsova Martina Navrátilová | 1/2 finale | Virginia Ruano Pascual Paola Suárez (2) |
| 4  | Cara Black Elena Likhovtseva            | 1/2 finale | Kim Clijsters Ai Sugiyama (1)           |

### Tableau
|  |                                         |          |                             |          |                           |     |   |        |        |        |        |        |
|  | 1er tour                                | 1er tour | 1er tour                    | 1er tour | 1er tour                  |     |   | Finale | Finale | Finale | Finale | Finale |
|  |                                         |          |                             |          |                           |     |   |        |        |        |        |        |
|  |                                         |          |                             |          |                           |     |   |        |        |        |        |        |
|  | Kim Clijsters Ai Sugiyama               | (1)      | 6                           | 6        |                           |     |   |        |        |        |        |        |
|  | Kim Clijsters Ai Sugiyama               | (1)      | 6                           | 6        |                           |     |   |        |        |        |        |        |
|  | Cara Black Elena Likhovtseva            | (4)      | 3                           | 4        |                           |     |   |        |        |        |        |        |
|  | Cara Black Elena Likhovtseva            | (4)      | 3                           | 4        | Kim Clijsters Ai Sugiyama | (1) | 4 | 6      | 3      |        |        |        |
|  |                                         |          |                             |          |                           | (1) | 4 | 6      | 3      |        |        |        |
|  |                                         |          | Virginia Ruano Paola Suárez | (2)      | 6                         | 3   | 6 |        |        |        |        |        |
|  | Virginia Ruano Paola Suárez             | (2)      | Virginia Ruano Paola Suárez | (2)      | 6                         | 3   | 6 | 6      | 6      |        |        |        |
|  | Virginia Ruano Paola Suárez             | (2)      |                             |          |                           |     |   | 6      | 6      |        |        |        |
|  | Svetlana Kuznetsova Martina Navrátilová | (3)      | 4                           | 4        |                           |     |   |        |        |        |        |        |
|  | Svetlana Kuznetsova Martina Navrátilová | (3)      | 4                           | 4        |                           |     |   |        |        |        |        |        |